# Grand Prix Formule 1 van Singapore 2024
De Grand Prix Formule 1 van Singapore 2024 werd verreden op 22 september op het Marina Bay Street Circuit in Singapore. Het was de achttiende race van het seizoen.

## Vrije trainingen

### Uitslagen
- Enkel de top vijf wordt weergegeven.

| Vrije training 1 | Pos. | Nr. | Coureur          | Constructeur               | Tijd     |
| ---------------- | ---- | --- | ---------------- | -------------------------- | -------- |
| Vrije training 1 | 1    | 16  | Charles Leclerc  | Ferrari                    | 1:31.763 |
| Vrije training 1 | 2    | 4   | Lando Norris     | McLaren-Mercedes           | 1:31.839 |
| Vrije training 1 | 3    | 55  | Carlos Sainz jr. | Ferrari                    | 1:31.952 |
| Vrije training 1 | 4    | 1   | Max Verstappen   | Red Bull Racing-Honda RBPT | 1:32.097 |
| Vrije training 1 | 5    | 22  | Yuki Tsunoda     | RB-Honda RBPT              | 1:32.263 |
| Vrije training 2 | Pos. | Nr. | Coureur          | Constructeur               | Tijd     |
| Vrije training 2 | 1    | 4   | Lando Norris     | McLaren-Mercedes           | 1:30.727 |
| Vrije training 2 | 2    | 16  | Charles Leclerc  | Ferrari                    | 1:30.785 |
| Vrije training 2 | 3    | 55  | Carlos Sainz jr. | Ferrari                    | 1:31.356 |
| Vrije training 2 | 4    | 22  | Yuki Tsunoda     | RB-Honda RBPT              | 1:31.468 |
| Vrije training 2 | 5    | 81  | Oscar Piastri    | McLaren-Mercedes           | 1:31.474 |
| Vrije training 3 | Pos. | Nr. | Coureur          | Constructeur               | Tijd     |
| Vrije training 3 | 1    | 4   | Lando Norris     | McLaren-Mercedes           | 1:29.646 |
| Vrije training 3 | 2    | 63  | George Russell   | Mercedes                   | 1:30.125 |
| Vrije training 3 | 3    | 81  | Oscar Piastri    | McLaren-Mercedes           | 1:30.431 |
| Vrije training 3 | 4    | 1   | Max Verstappen   | Red Bull Racing-Honda RBPT | 1:30.540 |
| Vrije training 3 | 5    | 16  | Charles Leclerc  | Ferrari                    | 1:30.559 |

## Kwalificatie
Lando Norris behaalde de zesde pole position in zijn carrière.
| Pos.                   | Nr. | Coureur          | Constructeur               | Kwalificatietijden | Kwalificatietijden | Kwalificatietijden | Grid |
| Pos.                   | Nr. | Coureur          | Constructeur               | Q1                 | Q2                 | Q3                 | Grid |
| ---------------------- | --- | ---------------- | -------------------------- | ------------------ | ------------------ | ------------------ | ---- |
| 1                      | 4   | Lando Norris     | McLaren-Mercedes           | 1:30.002           | 1:30.007           | 1:29.525           | 1    |
| 2                      | 1   | Max Verstappen   | Red Bull Racing-Honda RBPT | 1:30.157           | 1:29.680           | 1:29.728           | 2    |
| 3                      | 44  | Lewis Hamilton   | Mercedes                   | 1:30.393           | 1:29.929           | 1:29.841           | 3    |
| 4                      | 63  | George Russell   | Mercedes                   | 1:30.811           | 1:30.153           | 1:29.867           | 4    |
| 5                      | 81  | Oscar Piastri    | McLaren-Mercedes           | 1:30.258           | 1:29.640           | 1:29.953           | 5    |
| 6                      | 27  | Nico Hülkenberg  | Haas-Ferrari               | 1:30.724           | 1:30.150           | 1:30.115           | 6    |
| 7                      | 14  | Fernando Alonso  | Aston Martin-Mercedes      | 1:30.684           | 1:30.450           | 1:30.214           | 7    |
| 8                      | 22  | Yuki Tsunoda     | RB-Honda RBPT              | 1:30.716           | 1:30.289           | 1:30.354           | 8    |
| 9                      | 16  | Charles Leclerc  | Ferrari                    | 1:30.786           | 1:29.747           | Geen tijd          | 9    |
| 10                     | 55  | Carlos Sainz jr. | Ferrari                    | 1:30.670           | 1:30.108           | Geen tijd          | 10   |
| 11                     | 23  | Alexander Albon  | Williams-Mercedes          | 1:30.679           | 1:30.474           |                    | 11   |
| 12                     | 43  | Franco Colapinto | Williams-Mercedes          | 1:30.704           | 1:30.481           |                    | 12   |
| 13                     | 11  | Sergio Pérez     | Red Bull Racing-Honda RBPT | 1:30.624           | 1:30.579           |                    | 13   |
| 14                     | 20  | Kevin Magnussen  | Haas-Ferrari               | 1:30.829           | 1:30.653           |                    | 14   |
| 15                     | 31  | Esteban Ocon     | Alpine-Renault             | 1:30.958           | 1:30.769           |                    | 15   |
| 16                     | 3   | Daniel Ricciardo | RB-Honda RBPT              | 1:31.085           |                    |                    | 16   |
| 17                     | 18  | Lance Stroll     | Aston Martin-Mercedes      | 1:31.094           |                    |                    | 17   |
| 18                     | 10  | Pierre Gasly     | Alpine-Renault             | 1:31.312           |                    |                    | 18   |
| 19                     | 77  | Valtteri Bottas  | Kick Sauber-Ferrari        | 1:31.572           |                    |                    | 19   |
| 20                     | 24  | Zhou Guanyu      | Kick Sauber-Ferrari        | 1:32.054           |                    |                    | 20   |
| Q1 107% tijd: 1:36.302 |     |                  |                            |                    |                    |                    |      |
| Bron: formula1.com     |     |                  |                            |                    |                    |                    |      |

## Wedstrijd
Lando Norris behaalde de derde Grand Prix-overwinning in zijn carrière.
| Pos.               | Nr. | Coureur          | Constructeur               | Rondes | Tijd / Oorzaak Uitval | Grid | Punten |
| ------------------ | --- | ---------------- | -------------------------- | ------ | --------------------- | ---- | ------ |
| 1                  | 4   | Lando Norris     | McLaren-Mercedes           | 62     | 1:40:52.571           | 1    | 25     |
| 2                  | 1   | Max Verstappen   | Red Bull Racing-Honda RBPT | 62     | +20.945               | 2    | 18     |
| 3                  | 81  | Oscar Piastri    | McLaren-Mercedes           | 62     | +41.823               | 5    | 15     |
| 4                  | 63  | George Russell   | Mercedes                   | 62     | +1:01.040             | 4    | 12     |
| 5                  | 16  | Charles Leclerc  | Ferrari                    | 62     | +1:02.430             | 9    | 10     |
| 6                  | 44  | Lewis Hamilton   | Mercedes                   | 62     | +1:25.248             | 3    | 8      |
| 7                  | 55  | Carlos Sainz jr. | Ferrari                    | 62     | +1:36.039             | 10   | 6      |
| 8                  | 14  | Fernando Alonso  | Aston Martin-Mercedes      | 61     | +1 ronde              | 7    | 4      |
| 9                  | 27  | Nico Hülkenberg  | Haas-Ferrari               | 61     | +1 ronde              | 6    | 2      |
| 10                 | 11  | Sergio Pérez     | Red Bull Racing-Honda RBPT | 61     | +1 ronde              | 13   | 1      |
| 11                 | 43  | Franco Colapinto | Williams-Mercedes          | 61     | +1 ronde              | 12   |        |
| 12                 | 22  | Yuki Tsunoda     | RB-Honda RBPT              | 61     | +1 ronde              | 8    |        |
| 13                 | 31  | Esteban Ocon     | Alpine-Renault             | 61     | +1 ronde              | 15   |        |
| 14                 | 18  | Lance Stroll     | Aston Martin-Mercedes      | 61     | +1 ronde              | 17   |        |
| 15                 | 24  | Zhou Guanyu      | Kick Sauber-Ferrari        | 61     | +1 ronde              | 20   |        |
| 16                 | 77  | Valtteri Bottas  | Kick Sauber-Ferrari        | 61     | +1 ronde              | 19   |        |
| 17                 | 10  | Pierre Gasly     | Alpine-Renault             | 61     | +1 ronde              | 18   |        |
| 18                 | 3   | Daniel Ricciardo | RB-Honda RBPT              | 61     | +1 ronde              | 16   | S      |
| 19†                | 20  | Kevin Magnussen  | Haas-Ferrari               | 57     | Lekke band            | 14   |        |
| DNF                | 23  | Alexander Albon  | Williams-Mercedes          | 16     | Motor oververhit      | 11   |        |
| Bron: formula1.com |     |                  |                            |        |                       |      |        |

S Daniel Ricciardo reed voor de zeventiende keer in zijn carrière een snelste ronde maar behaalde hiermee geen extra punt omdat hij niet bij de eerste tien eindigde.

† Uitgevallen maar wel geklasseerd omdat er meer dan 90% van de race-afstand werd afgelegd.

## Tussenstanden wereldkampioenschap
Betreft tussenstanden voor het wereldkampioenschap na dit GP-weekeinde.

### Coureurs
| Pos. | Nr.   | Coureur          | Constructeur               | Punten |
| ---- | ----- | ---------------- | -------------------------- | ------ |
| 1    | 1     | Max Verstappen   | Red Bull Racing-Honda RBPT | 331    |
| 2    | 4     | Lando Norris     | McLaren-Mercedes           | 279    |
| 3    | 16    | Charles Leclerc  | Ferrari                    | 245    |
| 4    | 81    | Oscar Piastri    | McLaren-Mercedes           | 237    |
| 5    | 55    | Carlos Sainz jr. | Ferrari                    | 190    |
| 6    | 44    | Lewis Hamilton   | Mercedes                   | 174    |
| 7    | 63    | George Russell   | Mercedes                   | 155    |
| 8    | 11    | Sergio Pérez     | Red Bull Racing-Honda RBPT | 144    |
| 9    | 14    | Fernando Alonso  | Aston Martin-Mercedes      | 62     |
| 10   | 27    | Nico Hülkenberg  | Haas-Ferrari               | 24     |
| 11   | 18    | Lance Stroll     | Aston Martin-Mercedes      | 24     |
| 12   | 22    | Yuki Tsunoda     | RB-Honda RBPT              | 22     |
| 13   | 23    | Alexander Albon  | Williams-Mercedes          | 12     |
| 14   | 3     | Daniel Ricciardo | RB-Honda RBPT              | 12     |
| 15   | 10    | Pierre Gasly     | Alpine-Renault             | 8      |
| 16   | 38/50 | Oliver Bearman   | Ferrari                    | 7      |
| 17   | 20    | Kevin Magnussen  | Haas-Ferrari               | 6      |
| 18   | 31    | Esteban Ocon     | Alpine-Renault             | 5      |
| 19   | 43    | Franco Colapinto | Williams-Mercedes          | 4      |
| 20   | 24    | Zhou Guanyu      | Kick Sauber-Ferrari        | 0      |
| 21   | 2     | Logan Sargeant   | Williams-Mercedes          | 0      |
| 22   | 77    | Valtteri Bottas  | Kick Sauber-Ferrari        | 0      |

### Constructeurs
| Pos. | Constructeur               | Punten |
| ---- | -------------------------- | ------ |
| 1    | McLaren-Mercedes           | 516    |
| 2    | Red Bull Racing-Honda RBPT | 475    |
| 3    | Ferrari                    | 441    |
| 4    | Mercedes                   | 329    |
| 5    | Aston Martin-Mercedes      | 86     |
| 6    | RB-Honda RBPT              | 34     |
| 7    | Haas-Ferrari               | 31     |
| 8    | Williams-Mercedes          | 16     |
| 9    | Alpine-Renault             | 13     |
| 10   | Kick Sauber-Ferrari        | 0      |